# Zwart-witte baardkoekoek
De zwart-witte baardkoekoek (Malacoptila striata) is een vogel uit de familie Bucconidae (baardkoekoeken). De vogel werd in 1824 door Johann Baptist von Spix geldig beschreven. Het is een endemische vogelsoort in Brazilië.

## Kenmerken
De vogel is 17,5 tot 20 cm lang. Het is een relatief kleine baardkoekoek, met een donker gekleurde kop, met daarin veren, vooral rond het oog, met lichtbruine randen en een kleine witte baardstreep. Verder is de vogel van boven ook donker, met daarin lichtbruin gekleurde veren. Opvallend is een helderwitte borstband, met daaronder een brede zwarte band terwijl de onderkant verder dof oranje overgaand tot bijna wit is. De staart is vrij lang en donkerbruin, de staartveren lopen getrapt af. De snavel is zwart en het oog is bruin. De poten zijn blauwachtig zwart of grijs.

### Ondersoort of soort
De ondersoort M. s. minor is kleiner en wordt door BirdLife International beschouwd als een bedreigde soort. Volgens in 2013 gepubliceerd onderzoek is hiervoor ook DNA bewijs, desondanks staat de vogel als ondersoort op de IOC World Bird List.

## Verspreiding en leefgebied
Deze soort is endemisch in Brazilië en telt twee ondersoorten:
- M. s. minor  ("kleine zwart-witte baardkoekoek"): noordoostelijk Brazilië. Een aparte bedreigde soort volgens de IUCN.
- M. s. striata: zuidoostelijk Brazilië.

De leefgebieden liggen in natuurlijke vochtig bos, maar ook wel in uitgekapt, secundair bos. De aanwezigheid van grote bomen met daarin holtes is van belang. 

## Status
De grootte van de populatie van de ondersoort striata wordt geschat op 72.000-129.000 volwassen vogels, die van de ondersoort minor is niet gekwantificeerd. De populatie-aantallen nemen af door habitatverlies. Het leefgebied wordt aangetast door ontbossing waarbij natuurlijk bos wordt omgezet in gebied voor agrarisch gebruik. De ondersoort minor is wat meer kritisch en ondervindt mogelijk concurrentie door verwilderde honingbijen die ook boomholten in bezit nemen. Om deze redenen staat de ondersoort  striata als niet bedreigd en de ondersoort minor als bedreigd  op de Rode Lijst van de IUCN.